# NGC 4580
NGC 4580 ist eine Balken-Spiralgalaxie mit aktivem Galaxienkern vom Hubble-Typ SBa/P im Sternbild Jungfrau nördlich der Ekliptik. Sie ist schätzungsweise 43 Millionen Lichtjahre von der Milchstraße entfernt und hat einen Durchmesser von etwa 25.000 Lichtjahren. Unter der Katalognummer VCC 1730 ist sie als Mitglied des Virgo-Galaxienhaufens gelistet. 

Im selben Himmelsareal befinden sich u. a. die Galaxien NGC 4543 und NGC 4577. 
Das Objekt wurde am 2. Februar 1786 von dem deutsch-britischen Astronomen Wilhelm Herschel mithilfe seines 18,7 Zoll-Spiegelteleskops entdeckt.